# Penstemon pennellianus
Penstemon pennellianus är en grobladsväxtart som beskrevs av Karl Keck. Penstemon pennellianus ingår i släktet penstemoner, och familjen grobladsväxter. Inga underarter finns listade i Catalogue of Life.

## Bildgalleri

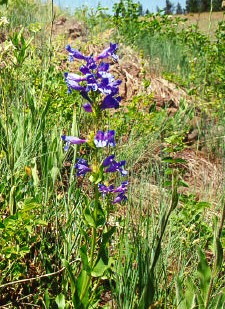